# Brandur Kolbeinsson
Brandur Kolbeinsson (1209 – 19 de abril de 1246), fue un caudillo medieval, goði del clan Ásbirningar en Staður, Skagafjarðarsýsla, Islandia, posición que heredó de su padre Kolbeinn ungi Arnórsson.
Encabezó a su ejército en la batalla de Haugsnes, la más sangrienta de la historia de Islandia, donde fue ejecutado por decapitación. Su muerte significó el fin de la influencia y poder de su clan familiar.